# Diviseur propre
En mathématiques, un diviseur propre est un terme ambigu qui recouvre deux définitions légèrement différentes selon les ouvrages et les auteurs :
- (a) Un diviseur propre d'un entier naturel n est un entier naturel diviseur de n mais distinct de n[1]. (Cette définition est synonyme d'un diviseur strict, alias partie aliquote.)
- (b) Un diviseur propre d'un entier naturel n est un entier naturel diviseur de n mais distinct de n et de 1[2],[3],[4]. (Cette définition est synonyme d'un diviseur non trivial.)

La première définition est plus répandue, mais est ambigüe car les deux coexistent de fait : ainsi, le concept de nombre premier est couramment défini, soit comme « nombre dont le seul diviseur propre est 1 » (au sens de la première définition), soit comme « nombre n'ayant aucun diviseur propre » (au sens de la seconde définition).
En général, soit un ouvrage définit ce terme avant de l'employer, soit il utilise les termes moins ambigus de diviseur strict et diviseur non trivial.